# Coroa do Meio
Coroa do Meio é um bairro nobre de Aracaju. Está banhado pela margem direita do rio Sergipe e pelo oceano Atlântico.
Geograficamente, o bairro está na chamada península do Serigy, região a qual liga-se ao continente pela ponte Godofredo Diniz.
Originariamente grande parte de seu território era constituídos de solo arenoso, vegetação litoranea e pantanosa. Em 1954 a área da Coroa do Meio e Atalaia é cedida à Aracaju por São Cristóvão mediante acordo com o governo de Sergipe.  Contudo, somente com a construção da ponte Godofredo Diniz,em 1977, o aterro passou a ser continuamente empreendido principalmente a partir do início da década de 80 pela Prefeitura de Aracaju que, através de sua empresa de urbanização, projetou a área para expansão da cidade ao lotear as áreas aterradas e urbanizadas.
Por outro lado, a ação do mar erodiu parte da urbanização destruindo ruas, galerias pluviais e alagando muitos dos lotes originários. Este fato contribuiu para que o bairro não prosperasse inicialmente como projetado. A Coroa do meio foi um bairro planejado, dividido em quatro partes, sendo que as primeiras quadras próximas da 'croa' do meio, residiriam servidores da Petrobrás que trabalhavam em Carmópolis. Suas primeiras habitações surgiram nas margens do  apicum, formando a vila dos pescadores. Muito se discute a origem do nome, segundo um antigo morador, Olímpio Campos ao ver três mulheres maduras e bonitas a caminhar; dissera ser a 'coroa do meio' a mais bela dentre às  três. Reza a lenda que existe na verdade duas "coroas" em termos territoriais. A coroa nobre e a coroa pobre. A minha coroa e a outra coroa.
Posteriormente houve ação da população carente, invadindo e aterrando grande parte da área conhecida como maré do Apicum. Sendo assim, mais recentemente foi empreendida uma ação de urbanização na área invadida com o intuito de impedir sua propagação e preservar o restante da maré do Apicum. Além disso, melhorou-se as condições sociais da população carente, com construção de residências populares, drenagem pluvial e pavimentação de vias, favorecendo a redução da criminalidade na área.
Em critérios de infra-estrutura, no bairro Coroa do Meio encontra-se a unidade básica de saúde Hugo Gurgel a qual é responsável pela atenção primária da população dessa área. Localiza-se no bairro o RioMar Shopping, primeiro shopping center de Aracaju inaugurado em 1989, bem como o antigo espaço Augustus ambos possuindo uma localização privilegiada no sentido de se constituir um belo mirante às margens do rio Sergipe na região.
No últimos anos o comércio no bairro tem cada vez mais prosperado com a chegada de danceterias e estabelecimentos que comercializam alimentos dos mais diversos tipos e que atraem cada vez mais o público jovem da capital pois trata-se da principal área de ligação em direção às praias da capital, notadamente a Orla de Atalaia.